# Opharus conspicuus
Opharus conspicuus là một loài bướm đêm thuộc phân họ Arctiinae, họ Erebidae.